# Електрофоретичний потенціал
Еле́ктрофорети́чний потенціа́л (англ. electrophoretic potential) — різниця електричних потенціалів, що з'являться між двома фазами, коли вони пересуваються одна відносно одної, якщо електричний потенціал прикладено паралельно до пограничної фази. Сюди відносять і потенціал, що виникає, коли маленькі суспендовані частинки рухаються через рідину (наприклад, під дією гравітації), що виникає у дисперсіях або в емульсіях.